# Turó de la Creu de Gurb

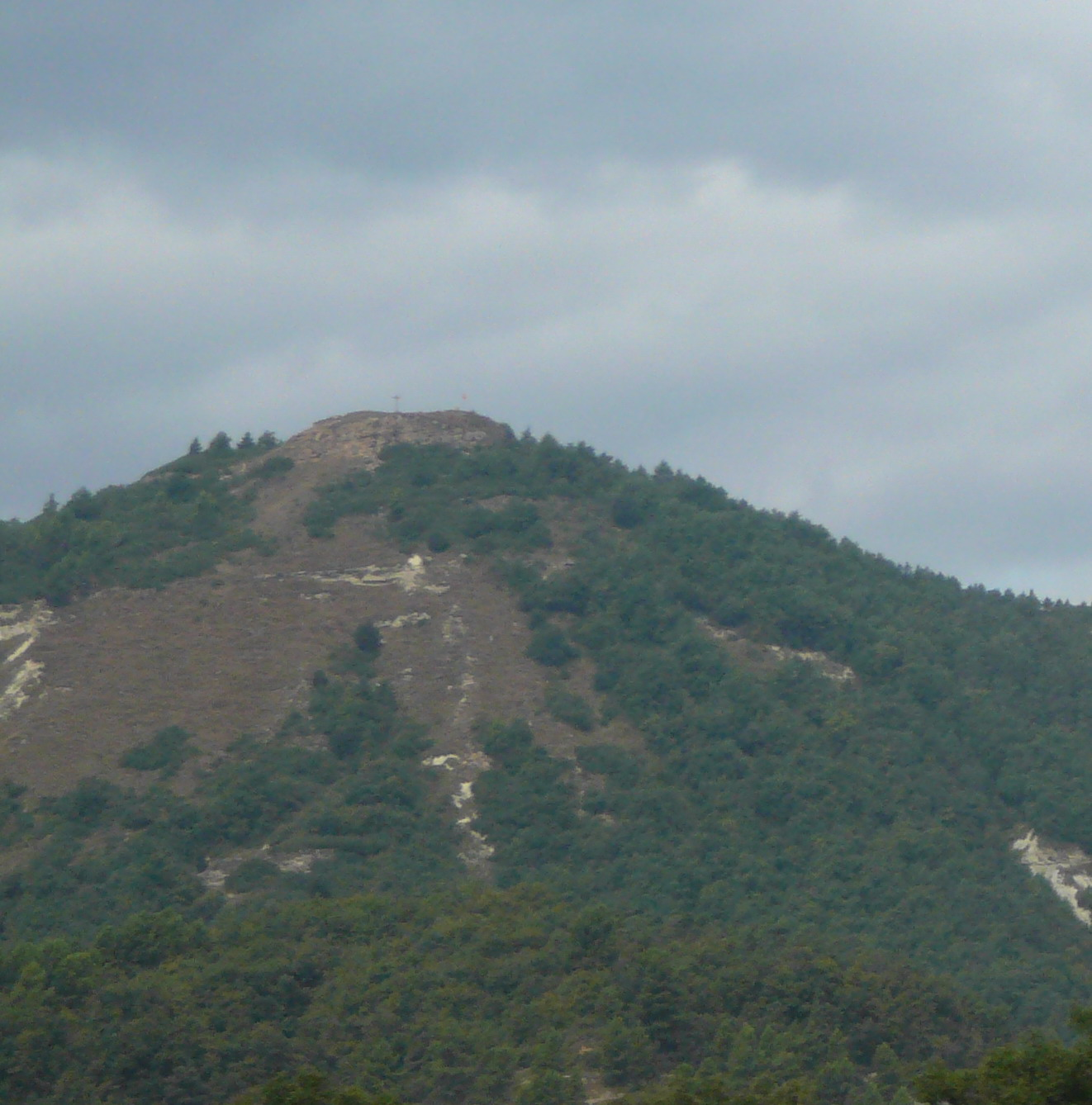
Turó de la Creu de Gurb

El Turó de la Creu de Gurb o la Creu de Gurb és una muntanya de 842 metres que es troba al municipi de Gurb, a la comarca d'Osona.
Aquest cim està inclòs a la llistat dels 100 cims de la FEEC. Al cim hi ha les restes del Castell de Gurb.